# Dix Jours d'angoisse
Pour plus de détails, voir Fiche technique et Distribution.
Dix Jours d'angoisse (Ten Days to Tulara) est un film américain réalisé par George Sherman, sorti en 1958.

## Fiche technique
- Titre original : Ten Days to Tulara
- Titre français : Dix Jours d'angoisse
- Réalisation : George Sherman
- Scénario : Laurence E. Mascott
- Pays d'origine : États-Unis
- Format : Noir et blanc - Mono
- Genre : aventure
- Date de sortie : 1958

## Distribution
- Sterling Hayden : Scotty
- Grace Raynor : Teresa
- Rodolfo Hoyos Jr. : Cesar
- Carlos Múzquiz : Dario